# Anne Vaux
Pour les articles homonymes, voir Vaux.
Anne Vaux (vers 1562 - en ou après 1637) était une riche catholique anglaise réfractaire, la troisième fille de William Vaux, 3e baron de Vaux Harrowden (1535-1595) et de sa première épouse, Élisabeth. Elle-même et sa sœur, Eleanor Brooksby, aidaient les prêtres catholiques en louant des maisons où les prêtres avaient la possibilité de se réunir en toute sécurité. Parmi ces maisons figurait White Webbs à Enfield Chase, qui a reçu la visite de plusieurs membres de la conspiration des Poudres.

## Biographie
Vaux était particulièrement dévouée au père Henry Garnet, un prêtre jésuite qui fut plus tard exécuté pour son rôle dans la conspiration. Elle était également liée à Francis Tresham, l'un des comploteurs. Vaux et Tresham ont été soupçonnés d'être l'auteur d'une lettre anonyme adressée à William Parker, 5e baron Monteagle l'avertissant de ne pas se rendre au Parlement le 5 novembre 1605, le jour où les conjurés avaient prévu de faire sauter le Parlement,. Cette lettre, que Monteagle remit à Robert Cecil, 1er comte de Salisbury, a contribué à déjouer le complot. L'identité de l'auteur de la lettre n'a jamais été déterminée avec certitude. La théorie selon laquelle Vaux en était l'auteur se fonde largement sur les nombreuses similitudes perçues entre son écriture et celle utilisée dans la lettre.
Vaux soupçonnait l'existence d'une conspiration, mais n'y a joué aucun rôle direct. Elle a été arrêtée peu de temps après la découverte du complot, mais a été libérée sous caution par Lewis Pickering. Après sa libération, elle a tenté en vain de cacher Garnet dans la maison de Thomas Abington à Hindlip, dans le Worcestershire. Il y sera découvert et arrêté le 25 janvier. Vaux se rendit à Londres, où le prélat avait été incarcéré à la tour de Londres. Elle tenta de communiquer avec lui par le biais de messages écrits avec du jus d'orange qu'elle lui faisait passer par son geôlier. L'historien Anstruther explique leur illisibilité par le fait que Vaux était myope et peu habituée à écrire. Les messages ont été transmis au comte Salisbury, et Vaux a été arrêtée en mars 1606. Lors de son interrogatoire, elle se déclara innocente de trahison, mais admit avoir reçu les conspirateurs dans ses maisons. Elle a été libérée en août.
Elle a alors emménagé dans le domaine familial de sa sœur Eleanor dans le Leicestershire, et elle fut reconnue réfractaire en 1625 et, après la mort de sa sœur, déménagea à Stanley Grange, dans le Derbyshire. Elle a fondé une école pour les garçons issus de familles catholiques nobles, que les autorités protestantes ont essayé de fermer en 1635. Elle est décédée en 1637 ou plus tard.

## Culture populaire
Dans la série Gunpowder, son personnage est interprété par Liv Tyler.